# Pipo papegaai
Pipo Papegaai is een  stripverhaal uit de reeks van Jerom, uitgegeven door de Standaard Uitgeverij in 1988.

## Locaties
- Huis van Hannelore en Henri, huis van Jerom, circus, tv studio

## Personages
- Jerom, Dolly, Astrotol, Boskop, Femke, Pipo Papegaai, circuspubliek, ringmeester, clown, Hoger, Lager, koks, agent

## Het verhaal
Pipo Papegaai ontsnapt bij zijn baasjes Hannelore en Henri en komt bij de vrienden terecht. De papegaai is opstandig en al snel heeft Dolly genoeg van het dier. Ze beledigd Astrotol en hij besluit te bewijzen dat hij een groot tovenaar is. Samen met de papegaai gaat hij op pad en komt bij een circus terecht. Daar biedt hij zijn diensten aan. Jerom volgt het duo en biedt ook zijn diensten aan als sterke man, omdat hij vreest voor een drama als Astrotol gaat toveren. 's Avonds blijkt tijdens de show dat de grappen van de papegaai aanslaan bij het publiek. Door de toverkunsten van Astrotol zweeft een vrouw uit het publiek naar boven en het lukt Jerom om de situatie te redden. De ringmeester is erg enthousiast en de clown vreest voor zijn baan. Daarom schakelt hij Hoger en Lager in om de papegaai te grijpen. 
Jerom gaat uit eten met de mevrouw uit het publiek en Astrotol. In het restaurant worden ze in slaap gebracht door Hoger en Lager en de papegaai wordt gevangen. Femke en Boskop gaan op zoek naar Astrotol, maar ze horen van de ringmeester dat hij samen met de papegaai niet terug is gekomen. De clown biedt zijn diensten aan, maar de ringmeester wil de papegaai terug. Het lukt Pipo om te ontsnappen en hij gaat terug naar Dolly. Jerom, Astrtol en de mevrouw ontwaken en gaan ook naar huis. Het lukt Dolly om de eigenaar van de papegaai op te sporen en ze neemt hem mee naar huis. Jerom besluit naar de tv studio te gaan en alle kinderen op te roepen om naar het circus te gaan. Dan zorgt hij ervoor dat de tv studio niet meer kan uitzenden.
Alle kinderen komen achter de tv vandaan en gaan naar het circus met hun ouders. Pipo houdt een show met Hoger en Lager en ook de clown en Suske en Wiske doen mee. Het publiek vindt het prachtig. De ringmeester is erg blij met de volle zaal en telt zijn geld.